# John Bright (Kostümbildner)
John Bright ist ein britischer Kostümbildner, der sowohl einen Oscar für das beste Kostümdesign als auch einen British Academy Film Award für die besten Kostüme gewann.

## Leben
Bright gründete 1965 das Kostümdesignunternehmen Cosprop und begann seine Laufbahn als Kostümbildner in der Filmwirtschaft 1984 bei dem Film Die Damen aus Boston (The Bostonians) und wirkte bis 2006 an der Kostümausstattung von 18 Filmen mit. Bei fast allen seiner ausgezeichneten oder für Filmpreise nominierten Werke arbeitete er mit Regisseur James Ivory und Kostümbildnerin Jenny Beavan zusammen.
Gleich für seinen ersten Film Die Damen aus Boston von James Ivory mit Christopher Reeve, Vanessa Redgrave und Jessica Tandy war er zusammen mit Jenny Beavan bei der Oscarverleihung 1985 für den Oscar für das beste Kostümdesign nominiert. Hierfür waren beide auch erstmals für den British Academy Film Award für die besten Kostüme (BAFTA Film Award) nominiert.
1987 gewannen er und Jenny Beavan den Oscar für das beste Kostümdesign, und zwar für Zimmer mit Aussicht (1985) von James Ivory mit Maggie Smith, Helena Bonham Carter und Denholm Elliott in den Hauptrollen. Zugleich gewann beide hierfür den BAFTA Film Award für die besten Kostüme.

Kostüm von Emma Thompson im Film Sinn und Sinnlichkei (1995)

Bright und Jenny Beavan waren danach auch 1988 für den Oscar in dieser Kategorie für den ebenfalls von James Ivory inszenierten Film Maurice (1987) nominiert, in dem James Wilby, Hugh Grant und Rupert Graves die Hauptrollen spielten. Weitere Nominierungen für den Oscar für das beste Kostümdesign erhielten Bright und Jenny Beavan 1993 für Wiedersehen in Howards End (1992) von James Ivory mit Emma Thompson, Anthony Hopkins und Helena Bonham Carter, 1994 für Was vom Tage übrig blieb (1993), den Regisseur Ivory ebenfalls mit Emma Thompson, Anthony Hopkins sowie James Fox inszenierte, sowie zuletzt bei der Oscarverleihung 1996 für Sinn und Sinnlichkeit (1995) von Ang Lee mit Emma Thompson, Kate Winslet und Hugh Grant.
Außerdem waren er und Jenny Beavan auch für Wiedersehen in Howards End und Sinn und Sinnlichkeit für den BAFTA Film Award für die besten Kostüme nominiert.
Zuletzt war John Bright 2005 für einen Satellite Award für herausragendes Kostümdesign nominiert, und zwar für The White Countess (2005), den James Ivory mit Ralph Fiennes, Natasha Richardson und Vanessa Redgrave nach einer Vorlage von Kazuo Ishiguro inszenierte.

## Filmografie (Auswahl)
- 1984: Die Damen aus Boston (The Bostonians)
- 1985: Zimmer mit Aussicht (A Room with a View)
- 1992: Wiedersehen in Howards End (Howards End)
- 1993: Was vom Tage übrig blieb (The Remains of the Day)
- 1995: Sinn und Sinnlichkeit (Sense and Sensibility)
- 1996: Was ihr wollt (Twelfth Night)
- 2006: Jane Eyre (Fernsehmehrteiler)

## Auszeichnungen
- 1987:Oscar für das beste Kostümdesign
- 1987: BAFTA Film Award für die besten Kostüme
- 2005: Satellite Award für The White Countess, Nominierung

Außerdem hatte er u. a. 5 Oscar- und 3 BAFTA-Nominierungen.